# Турецкий военный контингент в Афганистане
Турецкий военный контингент в Афганистане — подразделение вооружённых сил Турции, созданное в 2001 году. В 2001—2014 гг. действовало в составе сил ISAF.

## История
В 2001 году в Афганистан была отправлена группа из 90 бойцов спецназа, а затем и другие подразделения. Основная часть турецких войск была передана в состав регионального командования ISAF «Восток», но несколько подразделений находились в Кабуле (под турецким командованием находились также отправленные в Афганистан подразделение вооружённых сил Албании и подразделение вооружённых сил Македонии).
23 марта 2010 года вертолёт S-70A-28 армии Турции при посадке на базе турецкого контингента в Майдан Шар в провинции Вардак задел винтом склон горы, перевернулся и скатился вниз. В результате происшествия ранения получили двое турецких военнослужащих, вертолёт был разрушен.
В марте 2012 года общая численность турецкого контингента составляла около 1800 военнослужащих.
По состоянию на 1 августа 2013 года, численность контингента составляла 1036 военнослужащих.
28 декабря 2014 года командование НАТО объявило о том, что операция «Несокрушимая свобода» в Афганистане завершена. Тем не менее, боевые действия в стране продолжались и иностранные войска остались в стране — в соответствии с начатой 1 января 2015 года операцией «Решительная поддержка», хотя общая численность войск (в том числе, Турции) была уменьшена.
В 2018 году численность военного контингента Турции составляла 506 военнослужащих, в 2020 году — 600 военнослужащих.
В феврале 2021 года численность военного контингента Турции составляла 600 военнослужащих.
14 апреля 2021 года президент США Джо Байден объявил о планах начала вывода американских войск из Афганистана в мае 2021 с завершением этого процесса к 11 сентября 2021 года. В дальнейшем обстановка в стране осложнилась, под контролем движения «Талибан» оказались новые районы. В мае 2021 года председатель Объединённого комитета начальников штабов вооружённых сил США генерал Марк Милли сообщил о предложении США использовать турецкие войска для охраны международного аэропорта в Кабуле в период после вывода войск США из страны. После этого, 11 июня 2021 года официальный представитель движения «Талибан» Сухейль Шахин потребовал от Турции вывести свои войска из Афганистана вместе с войсками других стран НАТО.
25 августа 2021 года было объявлено о начале эвакуации турецких войск из Афганистана. 27 августа 2021 года эвакуация войск была завершена, посольство Турции в Кабуле — закрыто (хотя группа турецких военнослужащих и дипломатов осталась в международном аэропорту Кабула «до завершения эвакуации из страны турецких граждан»).

## Результаты
Потери турецкого контингента с начала войны до конца 2014 года составили 14 военнослужащих погибшими и не менее 7 ранеными. В период после 1 января 2015 года потери продолжались.
В перечисленные выше потери не включены потери «контрактников» сил коалиции (сотрудники иностранных частных военных и охранных компаний, компаний по разминированию, операторы авиатехники, а также иной гражданский персонал, действующий в Афганистане с разрешения и в интересах стран коалиции):
- по данным из открытых источников, в числе потерь «контрактников» международной коалиции в войне в Афганистане — не менее 8 погибших граждан Турции.

В перечисленные выше потери не включены сведения о финансовых расходах на участие в войне, потерях в технике, вооружении и ином военном имуществе турецкого контингента в Афганистане. Помимо прямых военных расходов, Турция предоставляла военную и экономическую помощь Афганистану.
- в 2007 году Турция безвозмездно передала афганской армии 24 155-мм полевые гаубицы M114, а также запасные части и 2200 снарядов к ним[17]
- 28 июля 2021 года началась программа подготовки афганских военнослужащих на территории Турции[18]